# Wereldboom

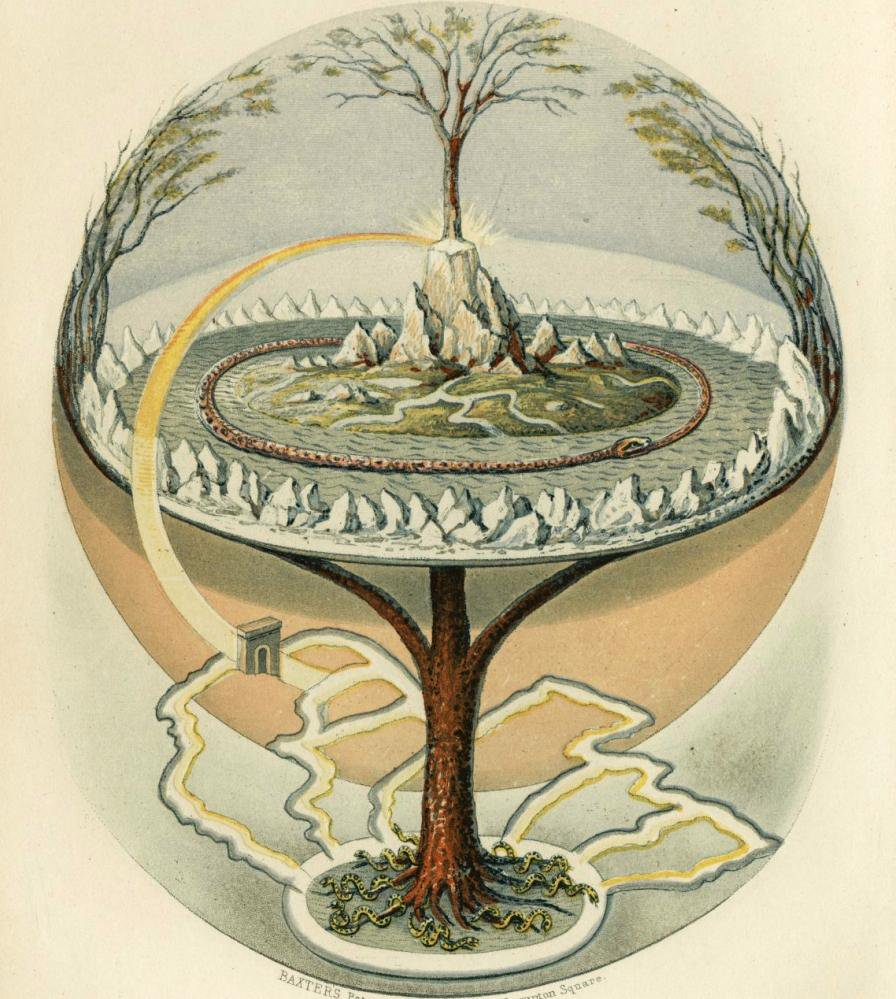
Deze illustratie toont een 19de-eeuwse poging om de kosmogonie te visualiseren die in de Prosa Edda is beschreven.

De wereldboom is een motief dat wordt gebruikt in diverse religies en mythologieën, met name Indo-Europese, Siberische en Indiaanse religies. De wereldboom wordt voorgesteld als een reusachtige boom die tot in de hemelen reikt, en zo de hemel, de aarde, en via haar wortels, de onderwereld verbindt. Het kan ook worden gezien als motief voor de levensboom.

## Wereldbomen in mythologieën
Specifieke wereldbomen zijn:
- de Hongaarse Égig érő fa of világfa
- Turkse Ulukayın, Bayterek[1]
- de Mongoolse Modun
- Noordse Yggdrasil
- de eik in Slavische, Finse en Baltische gebieden
- Chinese Jianmu
- de Ashvattha in Hindoeïstische mythologie